# Borci sumraka
Borci sumraka je bio srpski  strip serijal iz 1990-ih koji prati avanture istoimenog tima superheroja. Izdavač je bio Luxor Publishing, u vlasništvu Luxor Co.. U početku je štampan kao deo dvodelnog stripa koji je uključivao i drugi strip pod nazivom Generacija Tesla, da bi kasnije ovi stripovi počeli da izlaze kao zasebne sveske. Scenarista stripa je bio Milan Konjević, a crtači Vojislav Vasiljević (olovka) i Askanio Popović (tuš).
Prvi broj izašao je u oktobru 1995. U njemu se nalazio i prvi broj stripa Generacija Tesla. Štampan je tako da je zadnju koricu jednog serijala zapravo činila naslovnica drugog. Prvi broj izašao je u crno-beloj tehnici, a naredna četiri u punom koloru. Nakon petog broja serijali su podeljeni u zasebne sveske i ponovo štampani u crno beloj tehnici i znatno skromnijoj opremi. U međuvremenu, u okviru ova dva stripa izašao je i zaseban mini serijal Romero. Do prestanka izlaženja izašlo je ukupno sedam epizoda, pored osam epizoda Generacije Tesla i tri broja Romera.